# Scirtothrips dorsalis
Scirtothrips dorsalis là một loài côn trùng trong họ Thripidae. Loài này được Hood miêu tả khoa học đầu tiên năm 1919.
Đây là loài gây hại của cây Azadirachta excelsa, phát triển phổ biến ở Malaysia.